# Carabbia

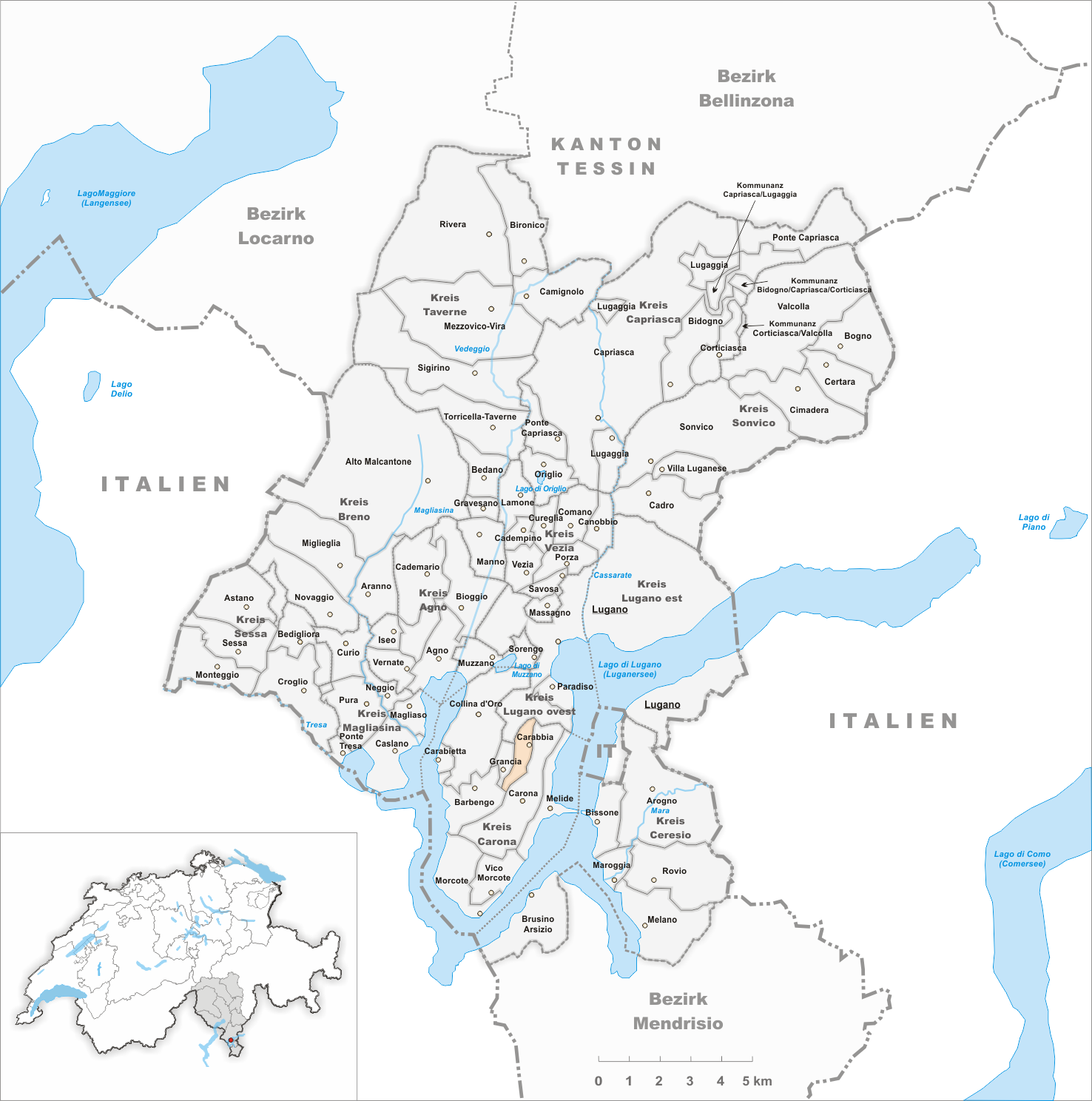
Gemeindestand vor der Fusion am 20. April 2008

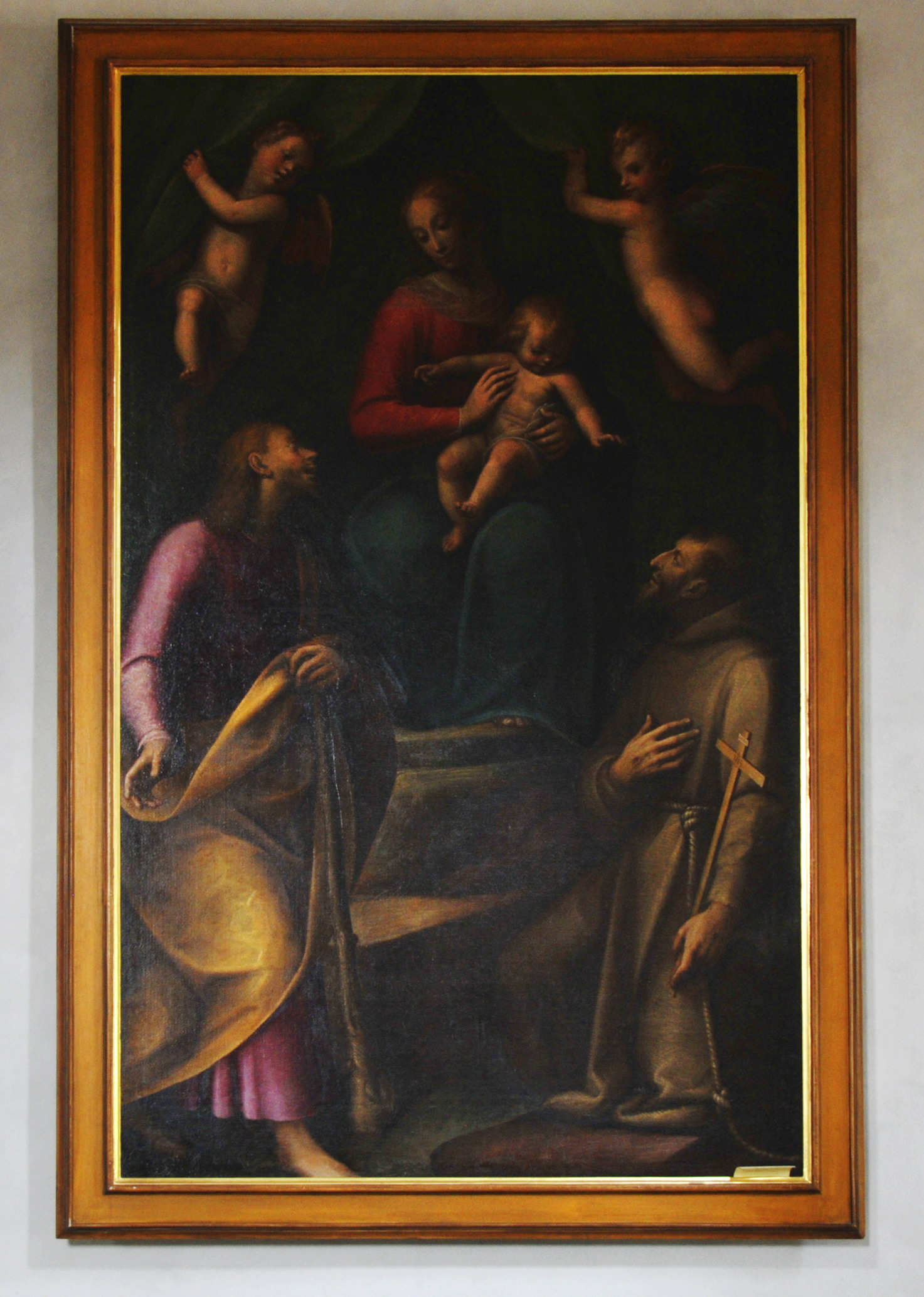
Guglielmo Caccia: Madonna col Bambino tra i Santi Giacomo Maggiore e Francesco d’Assisi.

Carabbia ist ein Quartier der Stadt Lugano im Kreis Lugano West, im Bezirk Lugano des Kantons Tessin in der Schweiz.

## Geographie
Das Dorf liegt auf 526 m ü. M. am westlichen Abhang des Monte San Salvatore, vier Kilometer südwestlich von Lugano an der Strasse nach Carona TI.

## Geschichte
Das Dorf wurde 1213 erstmals als Carabio erwähnt. Hier wurden römische Gräber entdeckt. Das Kloster Torello besass in Carabbia ein Hospiz, dem das Dorf eine Abgabe zu zahlen hatte. Im 15. Jahrhundert war Carabbia eine selbständige Gemeinde und musste dem Herzog von Mailand zehn Soldaten stellen. Die frühere Vicinia hatte an ihrer Spitze einen Konsul, welcher der Reihe nach aus jeder Familie gewählt wurde; Familien, in denen kein Mann war, mussten sich vertreten lassen. Bis 1825 umfasste Carabbia auch die gegenwärtige Gemeinde Grancia.

## Fusion mit Lugano
Am 30. September 2007 stimmten die Stimmberechtigten von Barbengo, Carabbia und Villa Luganese der Eingemeindung dieser drei Gemeinden in die Stadt Lugano zu. Die ehemalige politische Gemeinde Carabbia gehört seit dem 20. April 2008 zu Lugano.

## Bevölkerungsentwicklung
Einwohnerzahlen: Volkszählungsdaten; Historisches Lexikon der Schweiz (HLS), Website Stadt Lugano

## Sehenswürdigkeiten
- Pfarrkirche San Siro bewahrt das Gemälde Madonna col Bambino tra i Santi Giacomo Maggiore e Francesco d’Assisi des Malers Guglielmo Caccia genannt Moncalvo[5]
- Pfarrhaus[5]
- Wohnhaus Laurenti[5]

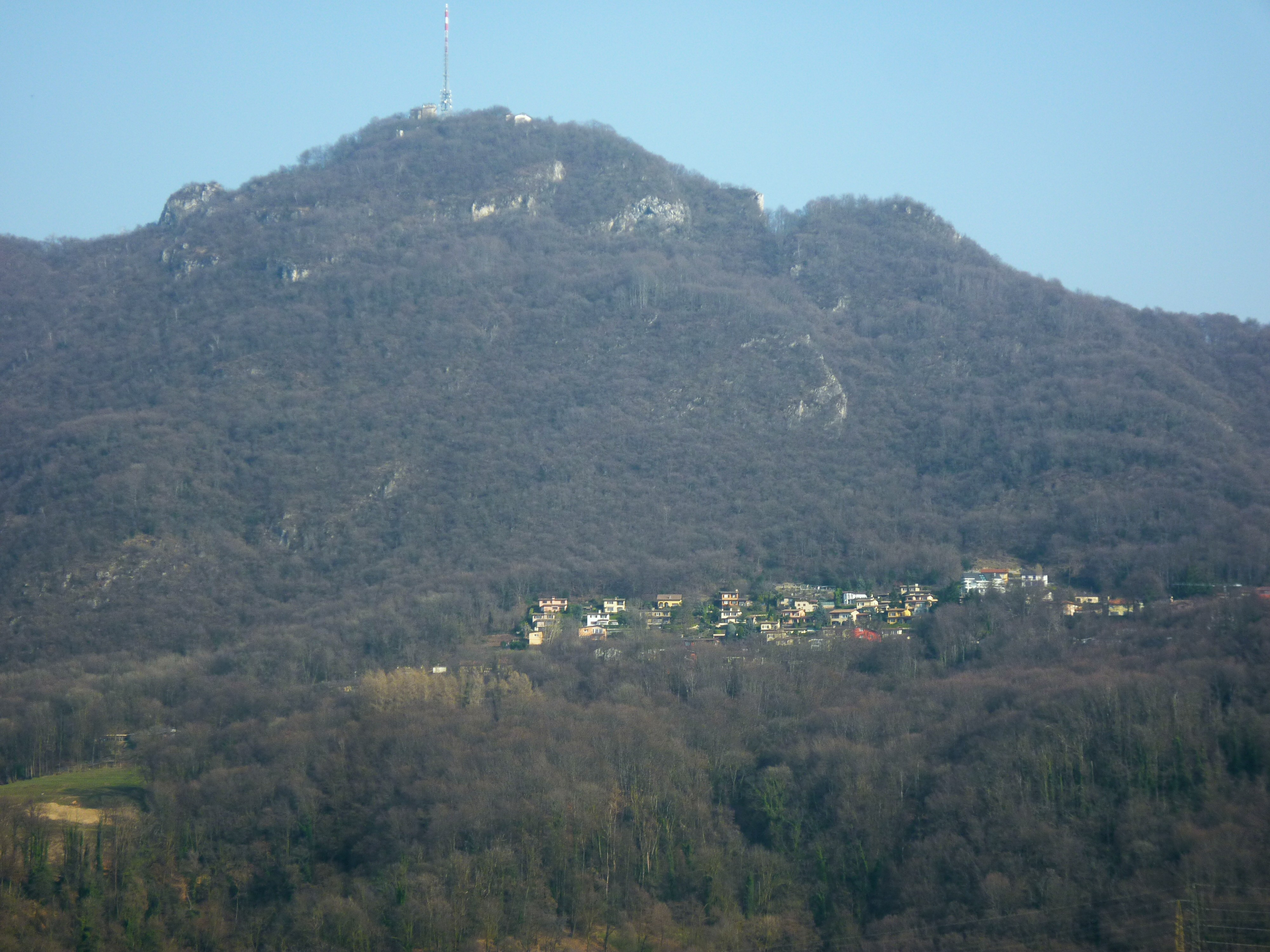
Nördlicher Dorfteil von Carabbia unterhalb des Monte San Salvatore
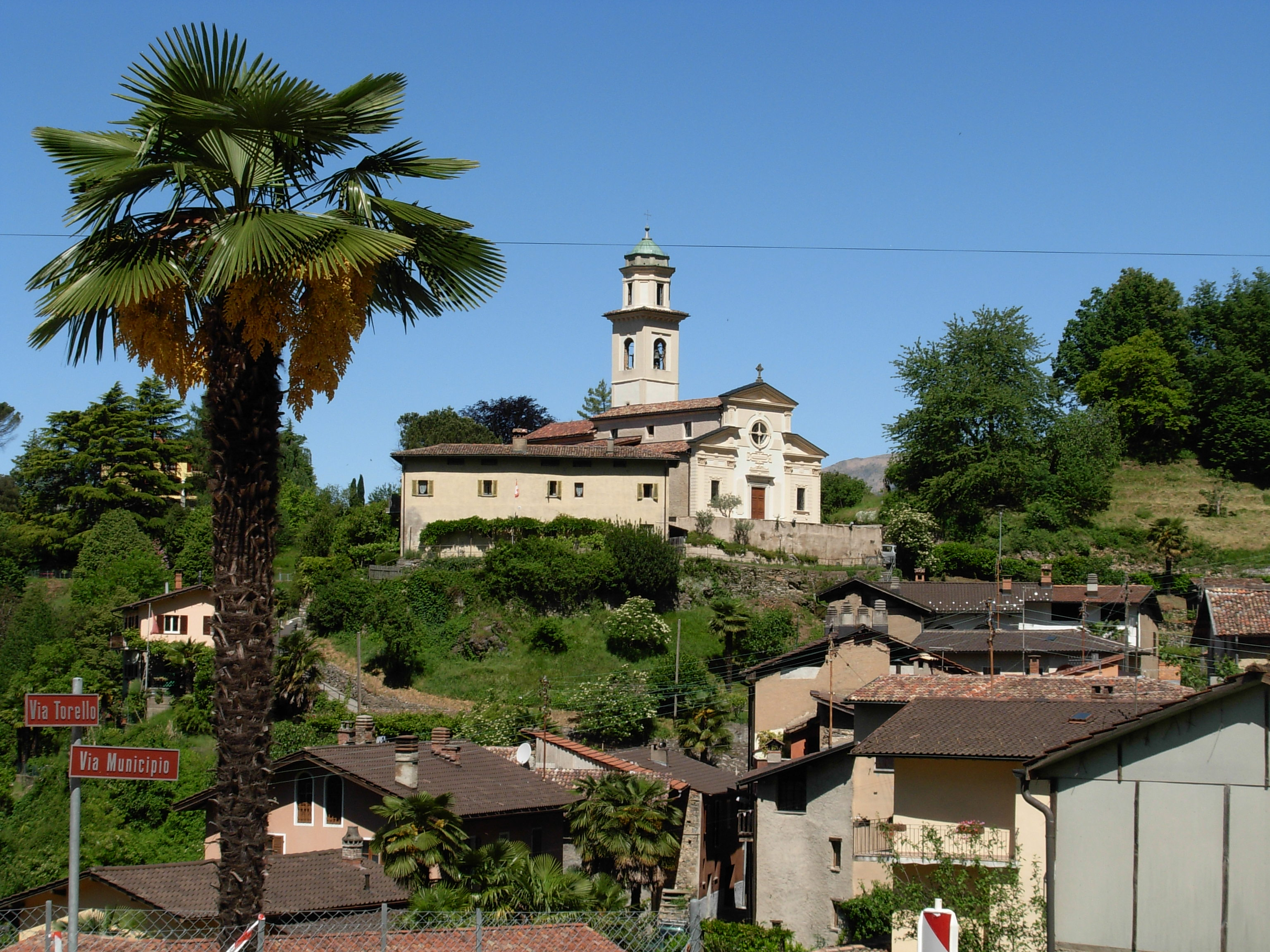
Pfarrkirche San Siro in Carabbia
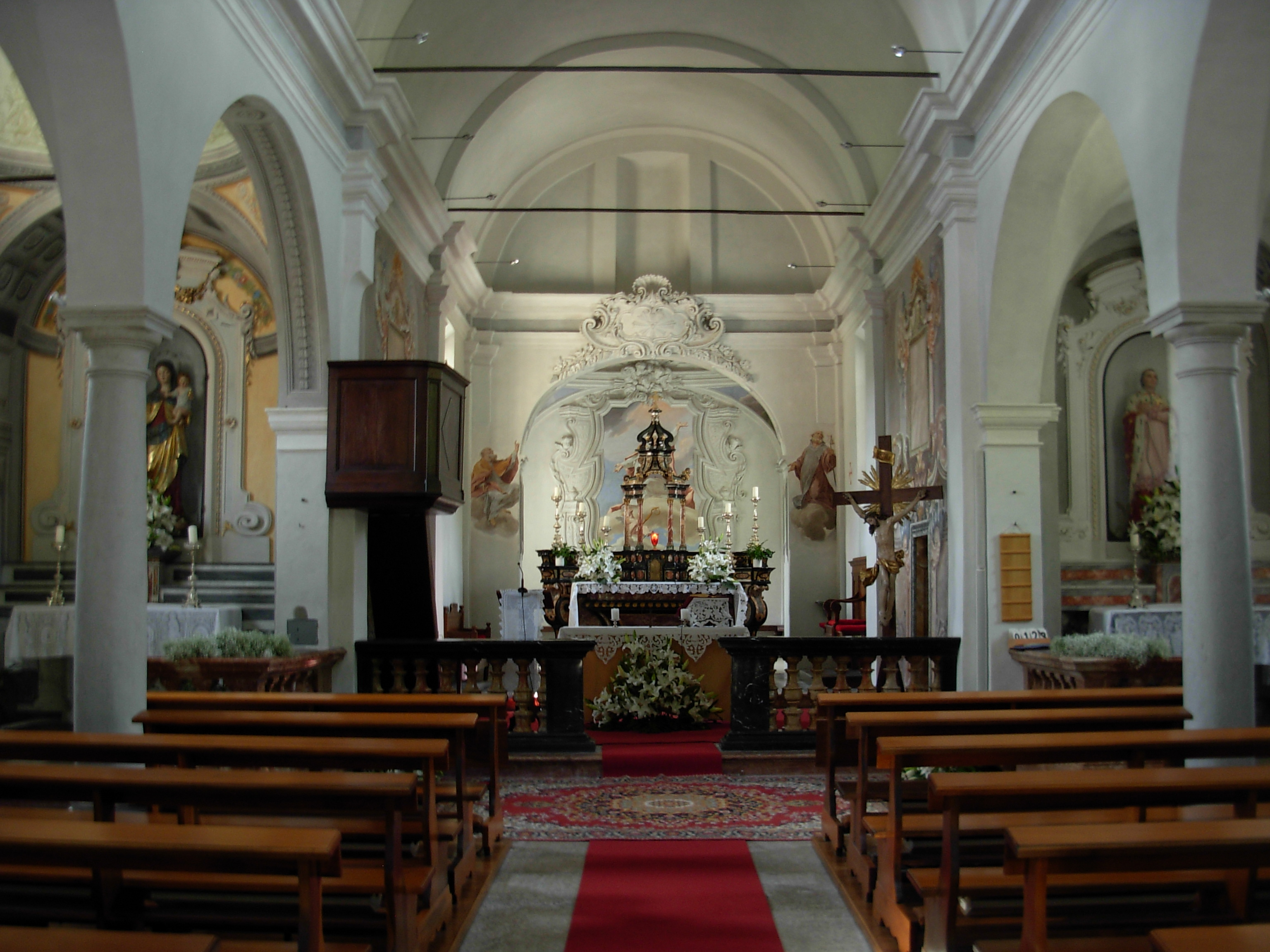
Innenansicht der Kirche San Siro in Carabbia
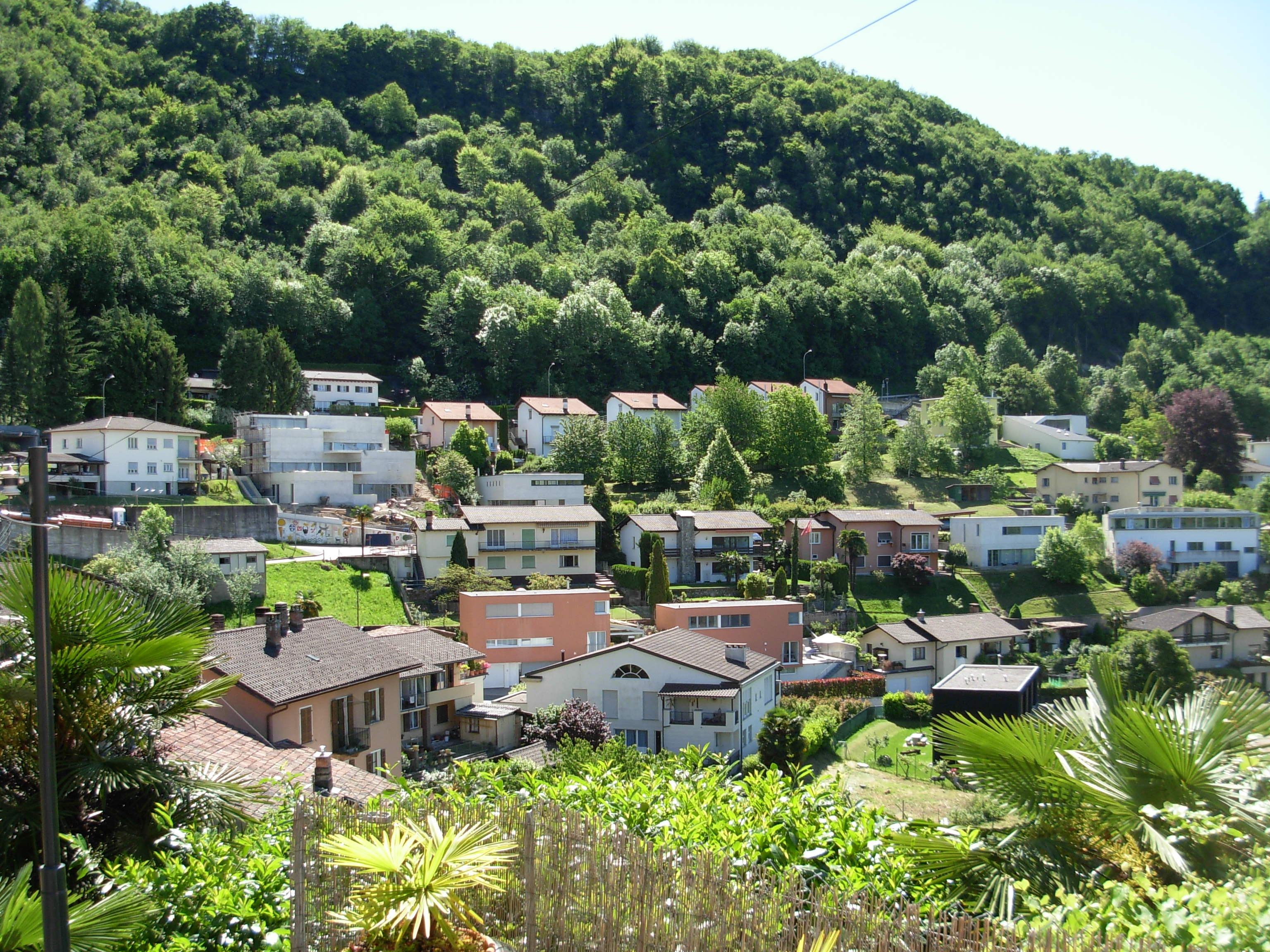
Südlicher Teil des Dorfes Carabbia
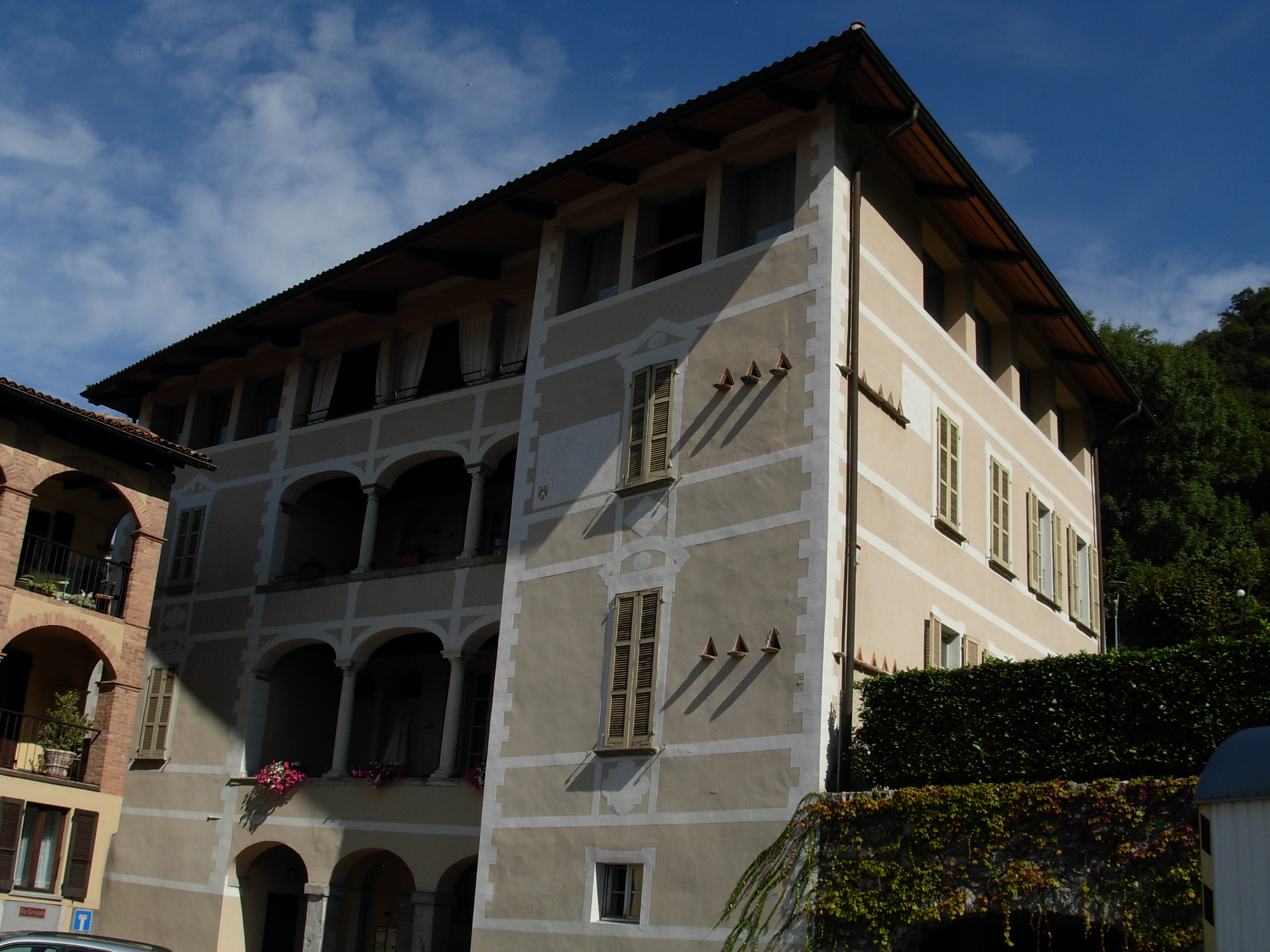
Casa Laurenti

## Kultur
- ABC Amici della Biblioteca[6]

## Persönlichkeiten
- Giovanni da Carabbia (* um 1450 in Carabbia; † um 1500 ebenda ?), Sohn von Antonio, Bildhauer und Marmorhändler in Genua[7]
- Pietro da Carabbia (* um 1450 in Carabbia; † um 1500 ebenda ?), Sohn von Bernardo, Bildhauer und Marmorhändler in Genua[8]

- Künstlerfamilie Laurenti
  - Mathias Lorentisch (um 1580–1654), Bildhauer
  - Johann Lorentisch (1610–1666), Bildhauer
  - Anselmo Laurenti (* 11. Juni 1845 in Carabbia; † 1913 ebenda ?), Künstler, Bildhauer. Er schuf Dekoration von Gebäuden[9]
  - Silvio Laurenti (* 1943), Präsident des Hockey Club Lugano (seit 2009)
- Giovan Battista Petrini (* um 1550 in Carabbia; † nach 1613 in Comano TI), Maler und Architekt, er reiste in Deutschland und arbeitete während mehr als dreissig Jahren in Krakau für den König von Polen. Zusammen mit Giovanni Trevani baute er 1608 die Norbertinerinnenkirche in Krakau. Er war der Stammvater der Petrini von Comano.[10]
- Giuseppe Oliva (* 11. November 1851 in Carabbia; † 6. September 1922 in Lugano), Priester, Vizerektor des Seminars von Lugano, Domherr von Lugano, Journalist der Zeitung Il Credente Cattolico[11]
- Ilse Kubaschewski (1907–2001), deutsche Filmverleiherin und Filmproduzentin
- Cristina Zanini Barzaghi (* 24. August 1964), Ingenieurin, Politikerin der Sozialdemokratischen Partei der Schweiz (SP), Mitglied der Gemeindeverwaltung der Gemeinde Lugano, Tessiner Grossrätin[12]